# Atyphella lamingtonia
Atyphella lamingtonia is een keversoort uit de familie glimwormen (Lampyridae). De wetenschappelijke naam van de soort werd voor het eerst geldig gepubliceerd in 2009 door Ballantyne.